# 15. světové skautské jamboree
15. světové skautské jamboree se konalo v roce 1983 v Kanadě v parku Kananaskis Country v Albertě v oblasti Provincial Park. Mottem bylo heslo The Spirit Lives On. Události se zúčastnilo přes 15 000 skautů z téměř 100 zemí.
Téma jamboree se vztahuje k myšlence, že skauting a jeho duch mezinárodního bratrství mohl překonat obtíže, jako jsou ty, které způsobily zrušení Jamboree 1979 o 4 roky dříve. 
Pocit divočiny v táboře byl umocněn návštěvami medvědů a losů, kteří putovali do a z této oblasti.